# بیمارستان شفا اهواز
بیمارستان شفا در جنوب شرقی شهرستان اهواز با مساحتی بالغ بر ۱۰۰۰۰ متر مربع و سطح زیر بنای ۴۰۰۰متر مربع در منطقه شهر دانشگاهی اهواز واقع شده‌است. این بیمارستان یکی از مراکز درمانی و آموزشی تابعه دانشگاه علوم پزشکی اهواز از سال ۱۳۶۸ تحت عنوان مرکز مبارزه با سرطان عملاً مناسبت درمانی خود را آغاز نمود.
لازم به ذکر است که این بیمارستان در سال ۱۳۵۸ با ۱۰۰ تخت مصوب احداث شد که در بدو تأسیس به ریاست آقای دکتر سرداری با داشتن یک واحد دارویی و یک بخش که به عنوان آسایشگاه بیماران سرطانی جهت ارائه خدمات ساده پاراکلینیکی بود آغاز نمود. در اواخر سال ۱۳۶۹ نام این مرکز به بیمارستان شفا تغییر یافت.
در آذر ماه سال ۱۳۷۰ با تلاش مستمر و همت مسئولین بیمارستان بخش هماتولوژی اطفال با ۲۵ تخت مصوب افتتاح گردید. اقدامات مسئولین و دست اندرکاران بیمارستان مبنی بر تجهیز و راه اندازی بخش هماتولوژی و داخلی بزرگسال در اردیبهشت ماه ۱۳۷۱ به نتیجه  مطلوب نایل شد. و بخش مذکور با ۲۵ تخت مصوب ثابت افتتاح گردید.
نظر باینکه این استان از مناطق تالاسمی خیز بوده با تأسیس بخش تالاسمی در ۲۸/۱۱/۱۳۷۱ با ۱۲ تخت مشکلات درمانی بیماران تالاسمی که پیوسته با آن درگیر بودند مرتفع گردید.
و در کنار آن فعالیت بخش‌ها ی بیمارستان نسبت به ایجاد بانک خون و سایر واحدهای پاراکلینیکی اقدام مؤثر بعمل آورد. و همچنین به دلیل وضعیت خاص و حساس بیماران خونی وجود بخشی جهت سرویس دهی و پذیرش بیماران در مواقع اورژانس ضروری گردید. و بدین ترتیب با همت مسئولین این مرکز بخش حوادث اطفال در تاریخ ۹/۴/۱۳۷۵ راه اندازی و آغاز بکار نمود.
مشخصات کنونی  بیمارستان:
در حال حاضر بیمارستان شفا با داشتن ۱۴۰ تخت به عنوان یک بیمارستان فوق تخصصی و تخصصی درجه یک در ردیف یکی از بزرگترین مراکز عمده در زمینه ارائه خدمات خون و هماتولوژی می‌باشد. بطوریکه این مرکز علاوه بر درمان بیماران مراجعه‌کننده به عنوان یک پایگاه تحقیقات آموزش پزشکی و یک مرکز تعلیم و تربیت دانشجویان و دانشجویان رشته‌های پزشکی در سطح تخصصی و فوق تخصصی می‌باشد و همه ساله تعدادی زیادی از دانشجویان پزشکی و رشته‌های وابسته و دستیاران تخصصی تحت نظر اعضای هیات علمی و روسای بخش‌های مختلف این بیمارستان تحت آموزش‌های علوم بالینی قرار می‌گیرند.
پوشش درمانی این بیمارستان شامل بیماران تالاسمی و هموفیلی و سیکل سل نیز می‌باشد. بخش‌های اورژانس این بیمارستان به صورت شبانه‌روزی با حضور متخصصین خون و سرطان در ارائه خدمات درمانی به مراجعین، فعال است. و واحد شیمی درمانی که  همه روزه درمان بیماران در آن به صورت سرپایی صورت می‌گیرد.
بیمارستان دارای درمانگاههای فوق تخصصی  و تخصصی زیر می‌باشد:
هماتولوژی اطفال، هماتولوژی بزرگسالان، تالاسمی، داخلی، مشاوره ژنتیک و تغذیه.
همچنین واحدهای مختلف پشتیبانی بیمارستان، که وظیفه خدمات حمایتی و اداری بیماران بعهده این واحدها می‌باشد، از جمله واحد پذیرش و اسناد پزشکی، کارشناسی امور بیمه‌گری و مددکاری اجتماعی، بهداشت و کنترل عفونت، می‌باشند.
در این بیمارستان بخش‌های درمانی در رشته‌های خون و انکولوژی، تالاسمی و بخش مراقبت‌های ویژه بمنظور بستری نمودن بیماران نیازمند وجود دارد، که در بخش‌های مذکور نسبت به پذیرش و بستری بیماران نیازمند و درمان آن‌ها در بخش‌های بستری مختلف و نیز بخش‌های ویژه اهتمام لازم صورت می‌پذیرد. ضمناً بخش‌های پاراکلینیکی این بیمارستان نیز مشتمل بر بخش‌های رادیولوژی و  ژنتیک، پاتولوژی، آزمایشگاه تخصصی بالینی مرکزی، فیزیوتراپی است که در  ارتباط با امور تشخیصی و  درمانی بیماران انجام وظیفه می‌نمایند.